# Рефсгор, Аманда
Аманда Норманн Рефсгор (дат. Amanda Normann Refsgaard; род. 8 марта 2000, Хёрсхольм, Фредериксборг) — датская хоккейная защитница, игрок клуба «Рёдовре Майти Буллз» и сборной Дании.

## Карьера
В составе сборной Дании для игроков до 18 лет выступала на уровне не выше первого дивизиона чемпионата мира. В группе B первого дивизиона чемпионата мира 2018 года стала лидером среди всех игроков по набранным очкам (10) и результативным передачам (6), а также лидером по заброшенным шайбам среди защитниц (4), почле чего была признана лучшей защитницей турнира. В составе взрослой сборной участвовала в Олимпийских играх 2022 года, где датчанки заняли последнее, десятое место, и трижды выступала в топ-дивизионе чемпионата мира (2021, 2022, 2024).